# 江碧蕙
江碧蕙（英語：Kong Pik Wai Sherie，1976年2月12日—），1993年出道，成為香港賽馬歷史首位華人女騎師，現已退役，仍活躍執鞭任騎術教練，定居香港。

## 背景
江碧蕙生於香港，有一弟一妹，早年在美孚新邨成長。外公是書法家。父親為一名印刷廠老闆，亦曾是香港賽馬會會員。但後來因被江碧蕙的叔叔霸佔了所有生意而被迫勒令破產。她曾就讀天佑小學和保祿六世書院，在學時是學校田徑隊成員。入讀初中期間留級一年。自七至八歲時已隨父親到上水雙魚河學習騎馬。江碧蕙十六歲加入香港賽馬會的上水雙魚河馬術學校受訓，與鍾麗芳同為該校1992至1993年第十三屆課程的畢業生，其後江碧蕙跟隨賓康馬房。在1993年12月29日，她首次策騎賓康馬房「玉璽」出道，成為當時香港首位華人女騎師。至1995年10月14日，策騎黃汝安馬房的「大瀑布」首次贏得頭馬。
她其後在1997年與法國騎師李格力結婚，並在翌年因染上腎病而退役。其患病原因源於不慎在一次晨操中墮馬，引致腎臟積水及體重增加。經診斷後發現腎臟基於不明原因出現功能失常的狀況，即未能排出毒素，卻排出了身體的營養。當年在科學上沒有明確的醫治方法，致使江被迫退役。最後策騎馬為1998年3月15日呂健威馬房「聲皷勁鳴」。至2012年才康復。
她及後於1998年至1999年當了一年唱片騎師，亦曾擔任賽馬評述員、節目主持，並為香港賽馬會的大型活動擔任司儀。2003年離開香港到法國生活兩年。往後到過新加坡居住。在2016年7月，江碧蕙在其臉書表示與李格力離婚，二人育有兩子。她後來於2017年3月與法國籍網球教練利國駿（Jérôme Lacorte）結婚。自2016年起於體育公司Harvest Sky Enterprises Limited擔任營銷經理。在2017-2018年，她獲邀擔任Beauty secrets 美容護理中心代言人。及至2018年與丈夫開設天然健康食品公司「法國喆蒂梵健康優化中心」。同時為丈夫與朋友合作投資的無創心臟全功能檢查中心「加心康」從事市場推廣工作。而她亦私下教授騎術。此外，江碧蕙亦有兼任馬評人。

## 事件
2022年12月13日，江碧蕙被廉政公署落案起訴三項偽造帳目罪名，指控其涉嫌於2020年3月至4月期間，以加心康智能醫療（亞洲）有限公司營運董事身分，偽造銷售紀錄及佣金收據，藉此詐騙該公司共約3800港元的佣金。江其後獲廉署准許保釋以待答辯。

## 策騎成績
| 年度        | 冠 | 亞 | 季 | 殿 | 第五 | 出賽次數 | 所贏獎金（港元） | 備註     |
| ----------- | -- | -- | -- | -- | ---- | -------- | ---------------- | -------- |
| 1993 - 1994 | 0  | 0  | 1  | 2  | 0    | 14       |                  | 策騎首季 |
| 1994 - 1995 | 0  | 4  | 4  | 3  | 4    | 48       |                  | 第2季    |
| 1995 - 1996 | 5  | 5  | 4  | 5  | 6    | 87       |                  | 第3季    |
| 1996 - 1997 | 5  | 9  | 7  | 3  | 5    | 124      |                  | 第4季    |
| 1997 - 1998 | 1  | 2  | 3  | 4  | 6    | 44       |                  | 第5季    |
| 總計        | 11 | 20 | 19 | 17 | 21   | 317      |                  |          |

## 節目主持
- 2010年代：馬上全接觸

## 節目嘉賓
- 2016年：一大一路（ViuTV）
- 2017年：自在8點半（第8集；香港電台）
- 2018年：婚姻五重奏（ViuTV）
- 2018年：理財有道（第54集；無綫電視）

## 著作
- 2013年：《走馬．看花》

## 外部連結
- 江碧蕙的Facebook專頁
- 江碧蕙的Instagram帳戶
- Sherie Kong Equestrian Training 江碧蕙騎術訓練 面書專頁